# 布列塔尼公国
布列塔尼公国（布列塔尼语：Dugelezh Breizh；法语：Duché de Bretagne），是中世纪时期的一个部族和封建国家，存在于935年至1547年的布列塔尼半岛上，东部与诺曼底及其他法国省份相邻。布列塔尼公国一度保持了独立的地位数世纪之久，16世纪随着布列塔尼女公爵安妮与路易十二的婚姻而被法国联合统治。